# Cheile Rudăriei
Cheile Rudăriei alcătuiesc o arie protejată de interes național ce corespunde categoriei a IV-a IUCN (rezervație naturală de tip mixt), situată în sudul Banatului, pe teritoriul județului Caraș-Severin

## Localizare
Aria naturală se află în Munții Almăjului (grupare montană a Munților Banatului ce aparțin lanțului carpatic al Occidentalilor), la o altitudine cuprinsă între 350 și 900 m, pe valea Rudăriei (pe a cărui curs sunt amplasate vechi mori de apă), în sudul județului Caraș-Severin, pe teritoriul administrativ al comunei Eftimie Murgu.

## Descriere
Rezervația naturală a fost declarată arie protejată prin Legea Nr.5 din 6 martie 2000, publicată în Monitorul Oficial al României, Nr.152 din 12 aprilie 2000, privind aprobarea Planului de amenajare a teritoriului național - Secțiunea a III-a - zone protejate și are o suprafață de 250 hectare.

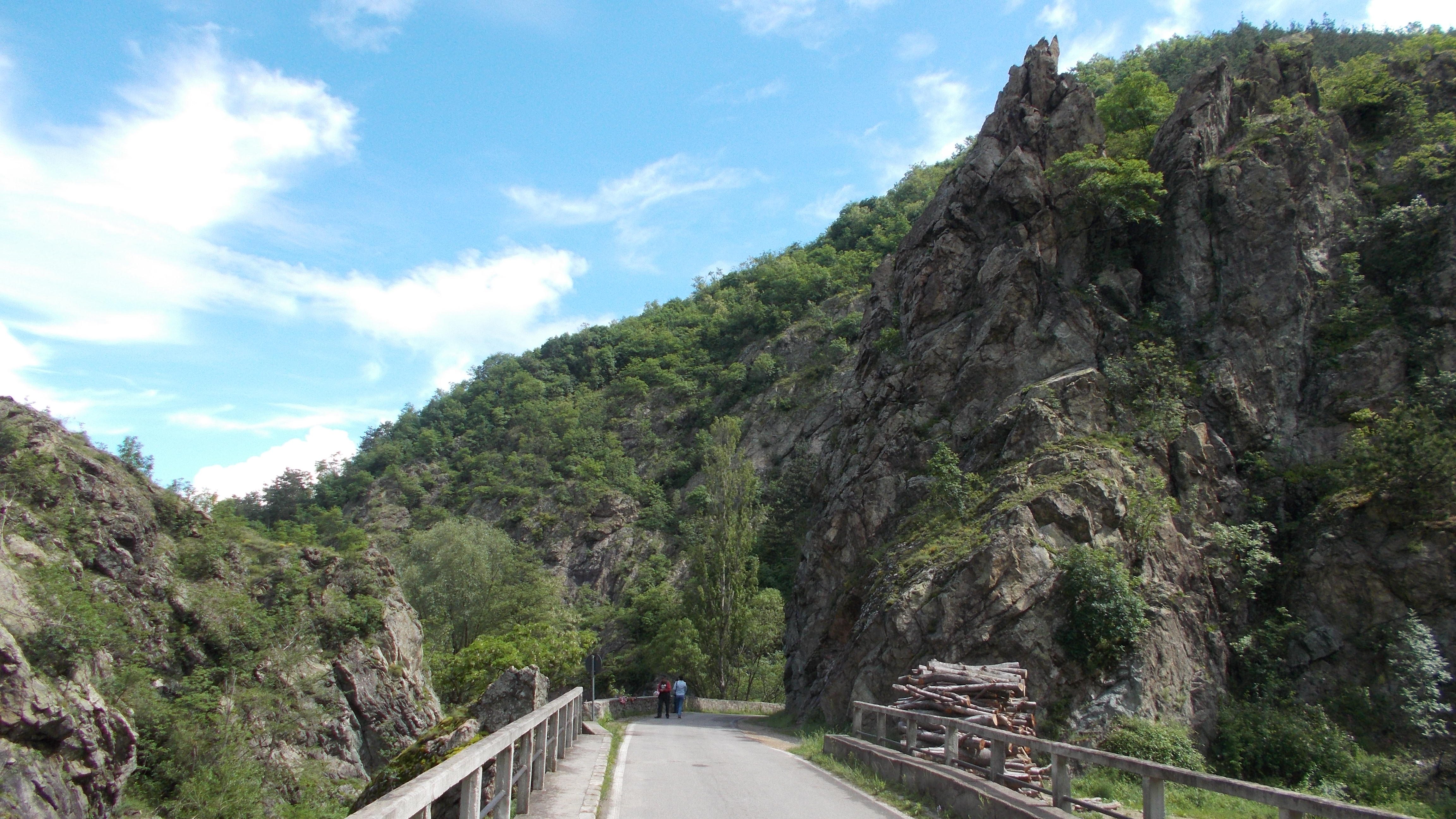
Cheile Rudăriei (29 mai 2019)

Rezervația este inclusă în situl de importanță comunitară - Cheile Rudăriei și reprezintă o zonă cu chei, abrupturi, stâncării, grohotișuri, cascade, văii; cu vegetație ierboasă de stâncărie, pajiști, tufărișuri și păduri.
Pe valea Rudăriei se află Complexul mulinologic Rudăria (Moara Măxinoanea, Moara Vămulea , Moara Hambaroane, Moara Popească, Moara Firizoane, Moara „Îndărătnica Nouă”, Moara „Îndărătnica Mică”, Moara Pațaoanea, Moara Trăiloanea, Moara Daciconea, Moara de la Tunel), monument istoric,  alcătuit dintr-un ansamblu de  mori de apă cu ciutură, construite din lemn, la începutul secolului al XX-lea.

## Biodiversitate
Aria naturală dispune de patru habitate naturale (Păduri ilirice de Fagus sylvatica-Aremonio-Fagion; Păduri din Tilio-Acerion pe versanți abrupți, grohotișuri și ravene; Comunității rupicole calcifile sau pajiști bazifite din Alysso-Sedion albi și Versanții stâncoși cu vegetație chasmofitică pe roci calcaroase), care adăpostesc o gamă floristică diversă și asigură condiții de viețuire mai multor specii din fauna Banatului.
Flora rezervației este constituită din arboret de fag (Fagus sylvatica), tei (Tillia), cer (Quercus cerris), gârniță (Quercus frainetto); și arbusti de: cărpiniță (Carpinus orientalis), mojdrean (Fraxinus ornus), sânger (Cornus sanguinea), scumpie (Cotinus coggygria), alun (Corylus avellana) sau liliac sălbatic (Syringa vulgaris).
La nivelul ierburilor sunt întâlnite elemente vegetale cu specii de: garoafă (Dianthus armeria ssp. armeriastrum), izmușoară de câmp (Acinos arvensis), jaleș-de-câmp (Stachys recta), usturoi sălbatic (Allium flavum) sau crețușcă (Filipendula ulmaria), păiuș-de-livadă (Festuca pratensis), golomăț (Dactylis glomerata), iarba vântului (Nardus stricta), firuță (Poa pratensis) sau păiuș stepic (Festuca rupicola).
Fauna sitului are în componență câteva specii de mamifere, reptile, amfibieni, pești și insecte; dintre care unele protejate prin Directiva Consiliului European 92/43/CE din 21 mai 1992 (privind conservarea habitatelor naturale și a speciilor de faună și floră sălbatică) sau aflate pe lista roșie a IUCN.
Specii faunistice semnalate în arealul rezervației: lup cenușiu (Canis lupus), vulpe (Vulpes vulpes crucigera), căprioară (Capreolus capreolus), mistreț (Sus scrofa), pisică sălbatică (Felis silvestris), veveriță roșcată (Sciurus vulgaris), viezure (Meles meles); vipera cu corn (Vipera ammodytes), broasca țestoasă de uscat (Testudo hermanni), broasca râioasă brună (Bufo bufo), mreană vânătă (Barbus meridionalis petenyi), croitorul cel mare al stejarului (Cerambyx cerdo) sau racul-de-ponoare (Austropotamobius torrentium)

## Căi de acces
- Reșița - Oravița - Bozovici, după care se intră pe drumul județean DJ571, până în satul Eftimie Murgu.
- Moldova Nouă - Cărbunari - Dalboșeț - Eftimie Murgu (DJ571).